# Championnat de France féminin de football 2022-2023
 (octobre 2023).
Navigation
Division 1 2021-2022 Division 1 2023-2024
La saison 2022-2023 de Division 1 est la 49e édition du championnat de France féminin de football. Le premier niveau du championnat féminin oppose douze clubs français en une série de vingt-deux rencontres jouées durant la saison de football. La compétition débute en 10 septembre 2022 et s'achève en 10 juin 2023.
Les trois premières places du championnat sont qualificatives pour la Ligue des champions féminine de l'UEFA alors que les deux dernières places sont synonymes de relégation en Division 2.

## Participants
| \| Paris SG Olympique lyonnais Girondins de Bordeaux Montpellier HSC Paris FC EA Guingamp FC Fleury Stade de Reims Havre AC Dijon FCO Rodez AF ASJ Soyaux \| Localisation des clubs engagés dans le championnat. |
| Paris SG Olympique lyonnais Girondins de Bordeaux Montpellier HSC Paris FC EA Guingamp FC Fleury Stade de Reims Havre AC Dijon FCO Rodez AF ASJ Soyaux                                                           |

| \| Paris SG Paris FC FC Fleury \| Localisation des clubs d'Île-de-France · engagés dans le championnat. |
| Paris SG Paris FC FC Fleury                                                                             |

Ce tableau présente les douze équipes qualifiées pour disputer le championnat 2021-2022. On y trouve le nom des clubs, le nom des entraîneurs et leur nationalité, l'année de la dernière montée au sein de l'élite, leur classement de la saison précédente, le nom des stades ainsi que la capacité de ces derniers.
| Club                  | Dernière montée | Classement 2021-2022 | Entraîneur                         | Stade principal                                                     | Capacité | Nombre de saisons en D1 |
| --------------------- | --------------- | -------------------- | ---------------------------------- | ------------------------------------------------------------------- | -------- | ----------------------- |
| Olympique lyonnais    | 1977            | 1er                  | Sonia Bompastor                    | Groupama OL Training Center, Décines-Charpieu                       | 1 524    | 45                      |
| Paris Saint-Germain   | 2001            | 2e                   | Gérard Prêcheur                    | Stade Georges-Lefèvre, St-Germain-en-Laye                           | 2 164    | 35                      |
| Paris FC              | 1979            | 3e                   | Sandrine Soubeyrand                | Stade Charléty, Paris                                               | 18 845   | 44                      |
| FC Fleury 91          | 2017            | 4e                   | Fabrice Abriel                     | Stade Walter-Felder, Fleury-Mérogis                                 | 1 000    | 5                       |
| Montpellier HSC       | 1997            | 5e                   | Yannick Chandioux                  | Stade Bernard-Gasset - Terrain d'honneur Mama-Ouattara, Montpellier | 1 280    | 29                      |
| Girondins de Bordeaux | 2016            | 6e                   | Patrice Lair                       | Stade Sainte-Germaine, Le Bouscat                                   | 7 000    | 6                       |
| Stade de Reims        | 2019            | 7e                   | Amandine Miquel                    | Stade Louis-Blériot, Bétheny                                        | 500      | 15                      |
| EA Guingamp           | 2006            | 8e                   | Frédéric Biancalani                | Stade de l'Akademi EA Guingamp, Pabu                                | 1 960    | 41                      |
| ASJ Soyaux            | 2013            | 9e                   | Stéphane Guigo Michel Bradaïa      | Stade Léo-Lagrange, Soyaux                                          | 385      | 42                      |
| Dijon FCO             | 2018            | 10e                  | Christophe Forest Sébastien Joseph | Stade des Poussots, Dijon                                           | 498      | 4                       |
| Le Havre AC           | 2022            | 1er du gpe. 1 (D2)   | Frédéric Gonçalves                 | Stade Océane, Le Havre                                              | 25 178   | 1                       |
| Rodez AF              | 2022            | 1er du gpe. 2 (D2)   | Mathieu Rufié                      | Stade de Vabre, Onet-le-Château                                     | 400      | 8                       |

Légende des couleurs
- Qualifié pour la phase de groupes de la Ligue des champions 2022-2023
- Qualifié pour le deuxième tour de la Ligue des champions 2022-2023
- Qualifié pour le premier de la Ligue des champions 2022-2023
- Promu de Division 2 2021-2022

### Changements d'entraîneur
| Club       | Entraîneur partant | Motif du départ      | Date de départ   | Position | Entraîneur arrivant | Date d'arrivée   |
| ---------- | ------------------ | -------------------- | ---------------- | -------- | ------------------- | ---------------- |
| ASJ Soyaux | Stéphane Guigo     | Raisons personnelles | 10 octobre 2022  | 8e       | Michel Bradaïa      | 10 octobre 2022  |
| Dijon FCO  | Christophe Forest  | Renvoi               | 16 décembre 2022 | 9e       | Sébastien Joseph    | 26 décembre 2022 |

## Compétition

### Règlement
Le classement est calculé avec le barème de points suivant : une victoire vaut trois points, le match nul un. La défaite ne rapporte aucun point.
Les critères utilisés pour départager les équipes en cas d'égalité au classement sont les suivants :
1. plus grand nombre de points dans les confrontations directes ;
2. plus grande différence de buts particulière ;
3. plus grande différence de buts générale ;
4. plus grand nombre de buts marqués ;
5. rencontre supplémentaire sur terrain neutre avec, éventuellement, l'épreuve des tirs au but.

### Classement
| Rang | Équipe                 | Pts | J  | G  | N | P  | Bp | Bc | Diff | Qualification ou relégation                                                    |
| ---- | ---------------------- | --- | -- | -- | - | -- | -- | -- | ---- | ------------------------------------------------------------------------------ |
| 1    | Olympique lyonnais T   | 61  | 22 | 20 | 1 | 1  | 69 | 9  | +60  | Qualification pour la phase de groupes de la Ligue des champions               |
| 2    | Paris Saint-Germain    | 55  | 22 | 17 | 4 | 1  | 45 | 12 | +33  | Qualification pour le deuxième tour de qualification de la Ligue des champions |
| 3    | Paris FC               | 42  | 22 | 12 | 6 | 4  | 44 | 18 | +26  | Qualification pour le premier tour de qualification de la Ligue des champions  |
| 4    | FC Fleury 91           | 39  | 22 | 11 | 6 | 5  | 49 | 20 | +29  |                                                                                |
| 5    | Montpellier Hérault SC | 37  | 22 | 11 | 4 | 7  | 37 | 27 | +10  |                                                                                |
| 6    | Stade de Reims         | 32  | 22 | 10 | 2 | 10 | 40 | 40 | 0    |                                                                                |
| 7    | Girondins de Bordeaux  | 27  | 22 | 7  | 6 | 9  | 26 | 33 | −7   |                                                                                |
| 8    | EA Guingamp            | 24  | 22 | 7  | 3 | 12 | 20 | 41 | −21  |                                                                                |
| 9    | Le Havre AC P          | 24  | 22 | 7  | 3 | 12 | 31 | 45 | −14  |                                                                                |
| 10   | Dijon FCO              | 15  | 22 | 4  | 3 | 15 | 12 | 53 | −41  |                                                                                |
| 11   | Rodez AF P             | 12  | 22 | 3  | 3 | 16 | 16 | 48 | −32  | Relégation en Division 2                                                       |
| 12   | ASJ Soyaux Charente    | 6   | 22 | 1  | 3 | 18 | 15 | 58 | −43  | Exclu des championnats nationaux                                               |

### Évolution du classement
| Journées →   | 1  | 2  | 3  | 4  | 5  | 6  | 7  | 8  | 9  | 10 | 11 | 12 | 13 | 14 | 15 | 16 | 17 | 18 | 19 | 20 | 21 | 22 | 1er | Pod. | Rel. |
| Club         |    |    |    |    |    |    |    |    |    |    |    |    |    |    |    |    |    |    |    |    |    |    |     |      |      |
| ------------ | -- | -- | -- | -- | -- | -- | -- | -- | -- | -- | -- | -- | -- | -- | -- | -- | -- | -- | -- | -- | -- | -- | --- | ---- | ---- |
| Bordeaux     | 4  | 6  | 5  | 7  | 8  | 6  | 7  | 8  | 7  | 6  | 7  | 6  | 7  | 7  | 7  | 8  | 8  | 8  | 8  | 8  | 7  | 7  |     |      |      |
| Dijon        | 10 | 8  | 6  | 10 | 10 | 8  | 9  | 9  | 9  | 9  | 9  | 9  | 9  | 9  | 10 | 10 | 10 | 10 | 10 | 11 | 11 | 10 |     |      | 2    |
| FC Fleury 91 | 2  | 4  | 7  | 6  | 7  | 9  | 8  | 5  | 5  | 5  | 5  | 4  | 4  | 4  | 4  | 4  | 4  | 4  | 3  | 4  | 5  | 4  |     | 2    |      |
| Guingamp     | 11 | 10 | 11 | 11 | 12 | 12 | 12 | 12 | 12 | 12 | 10 | 10 | 10 | 10 | 9  | 9  | 9  | 9  | 9  | 9  | 9  | 8  |     |      | 9    |
| Le Havre     | 7  | 7  | 9  | 9  | 7  | 5  | 6  | 7  | 6  | 8  | 8  | 8  | 8  | 8  | 8  | 7  | 7  | 7  | 7  | 7  | 8  | 9  |     |      |      |
| Lyon         | 1  | 2  | 1  | 1  | 1  | 1  | 1  | 1  | 1  | 1  | 2  | 2  | 1  | 1  | 1  | 1  | 1  | 1  | 1  | 1  | 1  | 1  | 19  | 22   |      |
| Montpellier  | 3  | 3  | 4  | 4  | 4  | 4  | 4  | 4  | 4  | 4  | 4  | 3  | 5  | 5  | 5  | 5  | 5  | 5  | 5  | 5  | 4  | 5  |     | 3    |      |
| Paris FC     | 6  | 5  | 3  | 3  | 3  | 3  | 3  | 3  | 3  | 3  | 3  | 5  | 3  | 3  | 3  | 3  | 3  | 3  | 4  | 3  | 3  | 3  |     | 18   |      |
| Paris SG     | 5  | 1  | 2  | 2  | 2  | 2  | 2  | 2  | 2  | 2  | 1  | 1  | 2  | 2  | 2  | 2  | 2  | 2  | 2  | 2  | 2  | 2  | 3   | 22   |      |
| Reims        | 12 | 11 | 10 | 5  | 6  | 7  | 5  | 6  | 8  | 7  | 6  | 7  | 6  | 6  | 6  | 6  | 6  | 6  | 6  | 6  | 6  | 6  |     |      | 2    |
| Rodez        | 8  | 12 | 12 | 12 | 11 | 11 | 11 | 11 | 11 | 11 | 12 | 12 | 12 | 11 | 11 | 11 | 11 | 11 | 11 | 10 | 10 | 11 |     |      | 19   |
| Soyaux       | 9  | 9  | 8  | 8  | 9  | 10 | 10 | 10 | 10 | 10 | 11 | 11 | 11 | 12 | 12 | 12 | 12 | 12 | 12 | 12 | 12 | 12 |     |      | 12   |

### Calendrier et résultats
| Résultats (▼dom., ►ext.)                                   | BOR | DIJ | FLE | GUI | HAC | LYO | MON | PFC | PSG | ROD | SOY | SDR |
| Girondins de Bordeaux                                      |     | 2-0 | 1-1 | 3-1 | 4-2 | 1-3 | 0-2 | 0-0 | 0-3 | 3-1 | 3-0 | 0-1 |
| Dijon FCO                                                  | 1-1 |     | 1-5 | 1-0 | 0-2 | 0-3 | 2-1 | 0-2 | 0-4 | 1-2 | 1-0 | 0-4 |
| FC Fleury 91                                               | 2-0 | 1-0 |     | 6-0 | 3-0 | 1-2 | 1-2 | 1-1 | 4-4 | 6-0 | 1-1 | 1-0 |
| EA Guingamp                                                | 2-0 | 0-1 | 0-3 |     | 2-2 | 0-0 | 1-4 | 0-3 | 0-1 | 2-1 | 3-1 | 2-0 |
| Le Havre AC                                                | 2-4 | 5-0 | 1-1 | 1-0 |     | 0-7 | 0-1 | 1-3 | 2-2 | 2-1 | 2-0 | 0-5 |
| Lyon                                                       | 3-0 | 8-0 | 1-0 | 6-0 | 1-0 |     | 2-0 | 2-0 | 0-1 | 2-0 | 2-1 | 7-1 |
| Montpellier HSC                                            | 0-0 | 3-0 | 1-1 | 1-0 | 2-1 | 1-3 |     | 1-3 | 0-1 | 2-1 | 2-2 | 2-0 |
| Paris FC                                                   | 1-1 | 2-0 | 0-2 | 2-2 | 1-0 | 2-3 | 2-0 |     | 0-1 | 2-0 | 5-2 | 2-2 |
| Paris SG                                                   | 1-0 | 3-1 | 2-1 | 1-0 | 3-1 | 0-1 | 2-2 | 0-0 |     | 1-0 | 2-0 | 4-0 |
| Rodez AF                                                   | 1-1 | 1-1 | 2-1 | 1-2 | 1-2 | 0-5 | 2-3 | 0-4 | 0-4 |     | 1-0 | 1-2 |
| ASJ Soyaux                                                 | 0-1 | 1-1 | 0-3 | 1-2 | 1-4 | 0-3 | 1-5 | 0-6 | 0-3 | 2-0 |     | 1-4 |
| Stade de Reims                                             | 6-1 | 3-1 | 1-3 | 3-0 | 3-1 | 1-5 | 1-3 | 0-3 | 0-2 | 0-0 | 3-1 |     |
| - Victoire à domicile - Match nul - Victoire à l'extérieur |     |     |     |     |     |     |     |     |     |     |     |     |

## Statistiques

### Domicile et extérieur
| Rang | Équipe                | Pts | J  | G  | N | P | Bp | Bc | Diff |
| ---- | --------------------- | --- | -- | -- | - | - | -- | -- | ---- |
| 1    | Olympique lyonnais    | 30  | 11 | 10 | 0 | 1 | 34 | 3  | +31  |
| 2    | Paris Saint-Germain   | 26  | 11 | 8  | 2 | 1 | 19 | 6  | +13  |
| 3    | FC Fleury 91          | 21  | 11 | 6  | 3 | 2 | 27 | 10 | +17  |
| 4    | Paris FC              | 18  | 11 | 5  | 3 | 3 | 19 | 13 | +6   |
| 5    | Girondins de Bordeaux | 17  | 11 | 5  | 2 | 4 | 17 | 14 | +3   |
| 6    | Stade de Reims        | 16  | 11 | 5  | 1 | 5 | 21 | 20 | +1   |
| 7    | Montpellier HSC       | 15  | 11 | 4  | 3 | 4 | 14 | 13 | +1   |
| 8    | EA Guingamp           | 14  | 11 | 4  | 2 | 5 | 12 | 16 | -4   |
| 9    | Le Havre AC           | 14  | 11 | 4  | 2 | 5 | 16 | 24 | -8   |
| 10   | Dijon FCO             | 10  | 11 | 3  | 1 | 7 | 7  | 24 | -17  |
| 11   | Rodez AF              | 8   | 11 | 2  | 2 | 7 | 10 | 25 | -15  |
| 12   | ASJ Soyaux            | 4   | 11 | 1  | 1 | 9 | 7  | 33 | -26  |

| Rang | Équipe                | Pts | J  | G  | N | P | Bp | Bc | Diff |
| ---- | --------------------- | --- | -- | -- | - | - | -- | -- | ---- |
| 1    | Olympique lyonnais    | 31  | 11 | 10 | 1 | 0 | 35 | 6  | +29  |
| 2    | Paris Saint-Germain   | 29  | 11 | 9  | 2 | 0 | 26 | 6  | +20  |
| 3    | Paris FC              | 24  | 11 | 7  | 3 | 1 | 25 | 5  | +20  |
| 4    | Montpellier HSC       | 22  | 11 | 7  | 1 | 3 | 23 | 14 | +9   |
| 5    | FC Fleury 91          | 18  | 11 | 5  | 3 | 3 | 22 | 10 | +12  |
| 6    | Stade de Reims        | 16  | 11 | 5  | 1 | 5 | 19 | 20 | -1   |
| 7    | Le Havre AC           | 10  | 11 | 3  | 1 | 7 | 15 | 21 | -6   |
| 8    | Girondins de Bordeaux | 10  | 11 | 2  | 4 | 5 | 9  | 19 | -10  |
| 9    | EA Guingamp           | 10  | 11 | 3  | 1 | 7 | 8  | 25 | -17  |
| 10   | Dijon FCO             | 5   | 11 | 1  | 2 | 8 | 5  | 29 | -24  |
| 11   | Rodez AF              | 4   | 11 | 1  | 1 | 9 | 6  | 23 | -17  |
| 12   | ASJ Soyaux            | 2   | 11 | 0  | 2 | 9 | 8  | 25 | -17  |

Source : Classements annexes sur Footoféminin.fr

### Buts marqués par journée
Ce graphique représente le nombre de buts marqués lors de chaque journée.

### Meilleures buteuses
Source.
|   | Buteuse           | Club                  | Buts |
| - | ----------------- | --------------------- | ---- |
| 1 | Kadidiatou Diani  | Paris SG              | 17   |
| 2 | Mathilde Bourdieu | Paris FC              | 13   |
| 3 | Maëlle Garbino    | Girondins de Bordeaux | 12   |
| 3 | Clara Matéo       | Paris FC              | 12   |
| 5 | Melchie Dumornay  | Stade de Reims        | 11   |
| 6 | Rosemonde Kouassi | FC Fleury 91          | 10   |
| 7 | Nérilia Mondésir  | Montpellier HSC       | 9    |
| 8 | Signe Bruun       | Olympique lyonnais    | 8    |
| 8 | Kessya Bussy      | Stade de Reims        | 8    |
| 8 | Ewelina Kamczyk   | FC Fleury 91          | 8    |
| 8 | Batcheba Louis    | FC Fleury 91          | 8    |
| 8 | Faustine Robert   | Montpellier HSC       | 8    |
| 8 | Ouleymata Sarr    | Paris FC              | 8    |

#### Triplés
| Buteuse          | Club               | Adversaire   | Score | Date             |
| ---------------- | ------------------ | ------------ | ----- | ---------------- |
| Clara Matéo      | Paris FC           | EA Guingamp  | 0-3   | 19 novembre 2022 |
| Kelsey Araújo    | Le Havre AC        | Dijon FCO    | 5-0   | 26 novembre 2022 |
| Signe Bruun      | Olympique lyonnais | Dijon FCO    | 8-0   | 3 décembre 2022  |
| Kessya Bussy     | Stade de Reims     | Dijon FCO    | 0-4   | 10 décembre 2022 |
| Kadidiatou Diani | Paris SG           | FC Fleury 91 | 4-4   | 20 janvier 2023  |
| Ouleymata Sarr   | Paris FC           | ASJ Soyaux   | 5-2   | 21 mai 2023      |

### Meilleures passeuses
Source.
|   | Passeuse          | Club                  | Passes |
| - | ----------------- | --------------------- | ------ |
| 1 | Selma Bacha       | Olympique lyonnais    | 9      |
| 2 | Léa Le Garrec     | FC Fleury 91          | 8      |
| 2 | Gaëtane Thiney    | Paris FC              | 8      |
| 4 | Kadidiatou Diani  | Paris SG              | 7      |
| 5 | Kessya Bussy      | Stade de Reims        | 6      |
| 5 | Clara Matéo       | Paris FC              | 6      |
| 7 | Sandy Baltimore   | Paris SG              | 5      |
| 7 | Rachel Corboz     | Stade de Reims        | 5      |
| 7 | Marine Dafeur     | FC Fleury 91          | 5      |
| 7 | Julie Dufour      | Girondins de Bordeaux | 5      |
| 7 | Melchie Dumornay  | Stade de Reims        | 5      |
| 7 | Rosemonde Kouassi | FC Fleury 91          | 5      |
| 7 | Eugénie Le Sommer | Olympique lyonnais    | 5      |
| 7 | Faustine Robert   | Montpellier HSC       | 5      |

### Meilleures gardiennes
Source.
|    | Gardienne         | Club                  | Clean sheets | %age |
| -- | ----------------- | --------------------- | ------------ | ---- |
| 1  | Christiane Endler | Olympique lyonnais    | 12           | 63%  |
| 2  | Chiamaka Nnadozie | Paris FC              | 10           | 48%  |
| 3  | Sarah Bouhaddi    | Paris SG              | 9            | 60%  |
| 4  | Manon Heil        | FC Fleury 91          | 9            | 41%  |
| 5  | Constance Picaud  | Paris SG              | 5            | 83%  |
| 6  | Lisa Schmitz      | Montpellier HSC       | 5            | 28%  |
| 7  | Mylène Chavas     | Girondins de Bordeaux | 5            | 26%  |
| 8  | Emily Alvarado    | Stade de Reims        | 4            | 24%  |
| 9  | Laëtitia Philippe | Le Havre AC           | 4            | 18%  |
| 10 | Solène Durand     | EA Guingamp           | 3            | 33%  |

Source.
|    | Gardienne         | Club                  | Arrêts |
| -- | ----------------- | --------------------- | ------ |
| 1  | Romane Munich     | ASJ Soyaux            | 100    |
| 2  | Lisa Lichtfus     | Dijon FCO             | 94     |
| 3  | Marie Sieber      | Rodez AF              | 81     |
| 4  | Laëtitia Philippe | Le Havre AC           | 79     |
| 5  | Mylène Chavas     | Girondins de Bordeaux | 60     |
| 6  | Chiamaka Nnadozie | Paris FC              | 55     |
| 7  | Emily Alvarado    | Stade de Reims        | 53     |
| 7  | Manon Heil        | FC Fleury 91          | 53     |
| 9  | Cindy Perrault    | EA Guingamp           | 50     |
| 10 | Lisa Schmitz      | Montpellier HSC       | 44     |

### Affluences de la saison

#### Meilleures affluences de la saison
| Rang | Match                               | Journée | Date             | Stade               | Affluence |
| ---- | ----------------------------------- | ------- | ---------------- | ------------------- | --------- |
| 1    | Paris SG - Olympique lyonnais       | J21     | 21 mai 2023      | Parc des Princes    | 18 876    |
| 2    | Olympique lyonnais - Paris SG       | J11     | 11 décembre 2022 | Groupama Stadium    | 13 400    |
| 3    | Olympique lyonnais - Paris FC       | J19     | 16 avril 2023    | Groupama Stadium    | 5 336     |
| 4    | Olympique lyonnais - Stade de Reims | J22     | 27 mai 2023      | Groupama Stadium    | 5 000     |
| 5    | Paris FC - Paris SG                 | J10     | 4 décembre 2022  | Stade Charléty      | 3 293     |
| 6    | Paris FC - Olympique lyonnais       | J9      | 27 novembre 2022 | Stade Charléty      | 2 957     |
| 7    | Le Havre AC - Olympique lyonnais    | J18     | 2 avril 2023     | Stade Océane        | 2 556     |
| 8    | FC Fleury 91 - Olympique lyonnais   | J16     | 10 mars 2023     | Stade Robert-Bobin  | 2 534     |
| 9    | Dijon FCO - Paris SG                | J15     | 26 février 2023  | Stade Gaston-Gérard | 2 330     |
| 10   | FC Fleury 91 - Paris SG             | J13     | 20 janvier 2023  | Stade Robert-Bobin  | 1 698     |

#### Affluence par journée
Ce graphique représente le nombre de spectateurs présents dans les stades lors de chaque journée.

## Bilan de la saison
Mise à jour le 9 mai 2023.
- Meilleure attaque : Olympique lyonnais (69 buts inscrits)
- Meilleure défense : Olympique lyonnais (9 buts encaissés)
- Meilleure différence de buts : Olympique lyonnais (+60)
- Pire attaque : Dijon FCO (12 buts inscrits)
- Pire défense : ASJ Soyaux (58 buts encaissés)
- Pire différence de buts : ASJ Soyaux (-43)
- Premier but de la saison :  Lieke Martens   5e pour le Paris Saint-Germain contre l'ASJ Soyaux (2-0) le 9 septembre 2022 (1re journée)
- Dernier but de la saison :  Léa Le Garrec   84e pour le FC Fleury 91 face à l'EA Guingamp (4-0) le 27 mai 2023 (22e journée)
- Premier penalty de la saison :
  - Transformé :  Deja Davis   54e (pen.) pour le Havre AC contre l'EA Guingamp (1-0) le 18 septembre 2022 (2e journée)
  - Raté :  Kadidiatou Diani  pour le Paris Saint-Germain contre l'ASJ Soyaux (2-0) le 9 septembre 2022 (1re journée)
- Premier but contre son camp :  Melvine Malard   10e (csc) pour  les Girondins de Bordeaux face à l'Olympique lyonnais (1-3) le 16 octobre 2022 (5e journée)
- But le plus rapide d'une rencontre :
  -  Clara Matéo   1re pour le Paris FC face au Montpellier HSC (2-0) le 10 mars 2023 (16e journée)
- But le plus tardif d'une rencontre : 
  -  Marion Torrent   90+7e pour le Montpellier HSC face au Stade de Reims (2-0) le 15 janvier 2023 (12e journée)
  -  Léa Le Garrec   90+7e pour le FC Fleury 91 face à l'Olympique lyonnais (1-2) le 10 mars 2023 (16e journée)
  -  Faustine Robert   90+7e pour le Montpellier HSC face au Havre AC (2-1) le 21 mai 2023 (21e journée)
- Premier doublé :  Maëlle Garbino   13e   44e pour les Girondins de Bordeaux face au Havre AC (4-2) le 10 septembre 2022 (1re journée)
- Premier triplé :  Clara Matéo   13e   41e   44e pour le Paris FC face à l'EA Guingamp (0-3) le 19 novembre 2022 (8e journée)
- Plus grand nombre de buts dans une rencontre pour une joueuse : 3 buts
  - Plusieurs joueuses
- Premier carton jaune :  Léonie Multari  9e  lors de Paris Saint-Germain - ASJ Soyaux (2-0) le 9 septembre 2022 (1re journée)
- Premier carton rouge :  Léa Le Garrec    83e lors de FC Fleury 91 - Paris FC (1-1) le 16 septembre 2022 (2e journée)
- Plus large victoire à domicile : 8 buts d'écart
  - 8-0 lors de Olympique lyonnais - Dijon FCO le 3 décembre 2022 (10e journée)
- Plus large victoire à l'extérieur : 7 buts d'écart
  - 0-7 lors de Le Havre AC - Olympique lyonnais le 2 avril 2023 (18e journée)
- Plus grand nombre de buts dans une rencontre : 8 buts
  - 8-0 lors de Olympique lyonnais - Dijon FCO le 3 décembre 2022 (10e journée)
  - 4-4 lors de FC Fleury 91 - Paris Saint-Germain le 20 janvier 2023 (13e journée)
- Plus grand nombre de buts dans une mi-temps :
  - en 1re mi-temps : 5 buts
    - 1-4 lors de Dijon FCO 1 - 5 FC Fleury 91 le 19 novembre 2022 (8e journée)
    - 5-0 lors de Olympique lyonnais 8 - 0 Dijon FCO le 3 décembre 2022 (10e journée)
    - 2-3 lors de FC Fleury 91 4 - 4 Paris Saint-Germain le 20 janvier 2023 (13e journée)

  - en 2e mi-temps : 6 buts
    - 5-1 lors de Stade de Reims 6 - 1 Girondins de Bordeaux le 21 janvier 2023 (13e journée)
- Plus grand nombre de buts dans une mi-temps pour une équipe : 5 buts
  - 5-0 lors de Olympique lyonnais 8 - 0 Dijon FCO le 3 décembre 2022 (10e journée)
  - 5-1 lors de Stade de Reims 6 - 1 Girondins de Bordeaux le 21 janvier 2023 (13e journée)
- Plus grande série de victoires : 11 matches
  - Olympique lyonnais de la 12e à la 22e journée
- Plus grande série de défaites : 7 matches
  - ASJ Soyaux de la 9e à la 15e journée
- Plus grande série de matches sans défaite : 20 matches
  - Paris Saint-Germain de la 1re à la 20e journée
- Plus grande série de matches sans victoire : 19 matches
  - ASJ Soyaux de la 4e à la 22e journée
- Plus grand nombre de spectateurs dans une rencontre : 18 876 lors de Paris SG - Olympique lyonnais le 21 mai 2023 (21e journée)
- Plus petit nombre de spectateurs dans une rencontre (hors huis clos) : 138 lors de Stade de Reims - Rodez AF le 19 novembre 2022 (8e journée)

| Championnat de France féminin de football 2022-2023 |                                |
| Champion                                            | Olympique lyonnais (16e titre) |
| Dauphin                                             | Paris Saint-Germain            |
| Coupes et trophées                                  |                                |
| Vainqueur de la Coupe de France 2022-2023           | Olympique lyonnais             |
| Qualifications continentales                        |                                |
| Ligue des champions féminine de l'UEFA 2023-2024    | Olympique lyonnais             |
| Ligue des champions féminine de l'UEFA 2023-2024    | Paris Saint-Germain            |
| Ligue des champions féminine de l'UEFA 2023-2024    | Paris FC                       |
| Promotions et relégations                           |                                |
| Promus en Division 1                                | Lille OSC                      |
| Promus en Division 1                                | AS St-Étienne                  |
| Relégués en Division 2                              | Rodez AF                       |
| Relégués en Division 2                              | ASJ Soyaux                     |

## Récompenses individuelles

### Joueuse du mois
| Mois      | Meilleure joueuse  | Autres nommées                        |
| --------- | ------------------ | ------------------------------------- |
| Septembre | Maëlle Garbino     | Kadidiatou Diani, Nérilia Mondésir    |
| Octobre   | Kadidiatou Diani   | Mathilde Bourdieu, Lindsey Horan      |
| Novembre  | Maëlle Garbino     | Clara Matéo, Kelsey Araújo            |
| Décembre  | Melchie Dumornay   | Kessya Bussy, Laurie Cance            |
| Janvier   | Sara Däbritz       | Rosemonde Kouassi, Clara Matéo        |
| Février   | Delphine Cascarino | Dzsenifer Marozsán, Rosemonde Kouassi |
| Mars      | Amel Majri         | Clara Matéo, Laëtitia Philippe        |
| Avril     | Grace Geyoro       | Julie Piga, Faustine Robert           |
| Mai       | Melchie Dumornay   | Maëlle Garbino, Faustine Robert       |

### Distinctions individuelles
Trophées UNFP
Au mois de mai, lors de la cérémonie des trophées UNFP du football 2023, sont élues la meilleure joueuse, la meilleure espoir et la meilleure gardienne de but de la saison. Un onze type de la saison est également formé
| Meilleure joueuse | Meilleure espoir | Meilleure gardienne |
| ----------------- | ---------------- | ------------------- |
|                   |                  |                     |

| Gardiennes de but | Défenseuses | Milieux de terrain | Attaquantes |
| ----------------- | ----------- | ------------------ | ----------- |
|                   |             |                    |             |

Trophées D1 Arkéma
La cérémonie des trophées de la D1 s'est tenue le 15 mai. Les prix sont remis par la FFF.
| Meilleure joueuse      | Meilleure espoir                  | Meilleure gardienne    | Meilleur(e) entraîneur/euse | Plus beau but                                                  | Meilleure arbitre | Trophée d'honneur | Coup de cœur Arkema |
| ---------------------- | --------------------------------- | ---------------------- | --------------------------- | -------------------------------------------------------------- | ----------------- | ----------------- | ------------------- |
| Kadidiatou Diani (PSG) | Melchie Dumornay (Stade de Reims) | Christiane Endler (OL) | Sonia Bompastor (OL)        | Lieke Martens (PSG), contre le Dijon FCO lors de la 5e journée | Alexandra Collin  | Jean-Michel Aulas | Dijon FCO           |

| Gardienne de but       | Défenseuses                                                                           | Milieux de terrain                                                                | Attaquantes                                                                     |
| ---------------------- | ------------------------------------------------------------------------------------- | --------------------------------------------------------------------------------- | ------------------------------------------------------------------------------- |
| Christiane Endler (OL) | Sakina Karchaoui (PSG) Elisa De Almeida (PSG) Wendie Renard (OL) Ellie Carpenter (OL) | Léa Le Garrec (FC Fleury 91) Melchie Dumornay (Stade de Reims) Grace Geyoro (PSG) | Rosemonde Kouassi (FC Fleury 91) Kadidiatou Diani (PSG) Delphine Cascarino (OL) |

| Club                | Nombre de joueurs |
| ------------------- | ----------------- |
| Paris Saint-Germain | 4                 |
| Olympique lyonnais  | 4                 |
| FC Fleury 91        | 2                 |
| Stade de Reims      | 1                 |

## Parcours en Ligue des champions
Le parcours des clubs français en Ligue des champions est important puisqu'il détermine le coefficient UEFA de la France, et donc le nombre de clubs français présents dans la compétition européenne les années suivantes.
| Club                | Résultat      | Ultime adversaire |
| ------------------- | ------------- | ----------------- |
| Olympique lyonnais  | 1/4 de finale | Chelsea           |
| Paris Saint-Germain | 1/4 de finale | VfL Wolfsburg     |
| Paris FC            | 1er TQ        | AS Rome           |